# Andy Hunt
Ne doit pas être confondu avec Andy Hunt (footballeur anglais).
Andy Hunt (de son vrai nom Andrew Hunt) est l'auteur d'ouvrages sur le développement de logiciel.
Andy Hunt est le coauteur de The Pragmatic Programmer: From Journeyman to Master, de six autres livres et de nombreux articles. C'est l'un des 17 auteurs originels du manifeste agile et fondateurs de l'Agile Alliance. Il a créé avec son partenaire de plume Dave Thomas la série d'ouvrages Pragmatic Bookshelf destinée aux développeurs de logiciel.

## Source
- (en) Cet article est partiellement ou en totalité issu de l’article de Wikipédia en anglais intitulé « Andy Hunt (author) » (voir la liste des auteurs).